# UFC Fight Night: Lauzon vs. Stephens
UFC Fight Night: Lauzon vs Stephens, também conhecido como UFC Fight Night 17, foi um evento de artes marciais mistas promovido pelo Ultimate Fighting Championship em 7 de Fevereiro de 2009 no USF Sun Dome, em Tampa, nos Estados Unidos.

## Background
Originalmente chamado UFC Fight Night: Lauzon vs. Franca, Jeremy Stephens substituiu Franca após ele sofrer um ACL durante um treinamento impossibilitando de participar deste evento.
Derek Downey substituiu Amir Sadollah depois que ele foi afastado devido a uma clavícula quebrada. Dan Miller substituiu Alessio Sakara, que saiu da luta com uma lesão no ombro. Matt Veach substituiu George Sotiropoulos, que sofreu uma lesão na costela.

## Bônus da Noite
Lutadores receberam bônus de US$30 000.
- Luta da Noite: Mac Danzig vs. Josh Neer
- Nocaute da Noite: Cain Velasquez
- Finalização da Noite: Joe Lauzon

## Bolsas
- Joe Lauzon US$20 000 (incluindo bônus pela vitória US$10 000) def. Jeremy Stephens US$10 000
- Cain Velasquez US$30 000 (incluindo bônus pela vitória US$15 000) def. Denis Stojnic US$5 000
- Josh Neer US$18 000 (incluindo bônus pela vitória US$9 000) def. Mac Danzig US$15 000
- Anthony Johnson US$26 000 (incluindo bônus pela vitória US$13 000) def. Luigi Fioravanti US$13 000
- Kurt Pellegrino US$32 000 (incluindo bônus pela vitória US$16 000) def. Rob Emerson US$10 000
- Dan Miller US$18 000 (incluindo bônus pela vitória US$9 000) def. Jake Rosholt US$13 000
- Gleison Tibau US$26 000 (incluindo bônus pela vitória US$13 000) def. Rich Clementi US$23 000
- Matt Veach US$6 000 (incluindo bônus pela vitória US$3 000) def. Matt Grice US$7 000
- Nick Catone US$6 000 (incluindo bônus pela vitória US$3 000) def. Derek Downey US$3 000
- Matt Riddle US$16 000 (incluindo bônus pela vitória US$8 000) def. Steve Bruno US$7 000